# Valestrandsfossen
Valestrandsfossen (også brugt Valestrandfossen) er en by i Osterøy kommune i Vestland. Byen har 1.101 indbyggere (2012) og ligger ved Sørfjorden på øen Osterøy. Valestrandsfossen er den største by på øen. Her findes butikker, benzinstation, skole, frisør samt virksomheden Lerøy Fossen AS, som er verdens største ørred-røgeri.
Valestrand består af boligområderne Reigstad, Åsen, Bullaåsen, Vardalen, Rundhovde/Skår, Eide, Bakken, Elvik, Røskeland, Burkeland, Loftås, Daltveit og Brakvatne.

## Trafik
Det er færgeforbindelse med MF «Ole Bull» mellem Breistein og Valestrand. Færgeforbindelsen blev købt af engagerede indbyggere/aktionærer i 2004, idet de ikke ville at færgen skulle nedlægges da Osterøybroen blev bygget. Efter en del møder grundlagde aktionærerne færgeselskabet Osterøy Fergeselskap, som overtog selskabet fra HSD. Færgeforbindelsen er en god forbindelse til Osterøy hvis man kommer fra Bergen, Åsane eller Nordhordland.

## Kultur
Den legendariske norske violinist og komponist Ole Bull havde her sit sommerhus. Ole Bull tilbragte sine sommerferier hos bedsteforældrene i Valestrand. Det var hertil han inviterede Edvard Grieg for at «fornorske» ham efter studierne i Tyskland.
Valestrand har et fodboldhold i 3. division, som hedder Valestrand Hjellvik FK.